# Aversa
Aversa – miasto w południowych Włoszech (Kampania) na północ od Neapolu; ośrodek winniarstwa i handlu w regionie uprawy winorośli i melonów.
Było to pierwsze miasto zdobyte przez Normanów w południowych Włoszech.
11 września 1714 urodził się tutaj Niccolò Jommelli, a  17 grudnia 1749 Domenico Cimarosa, kompozytorzy epoki klasycyzmu.